# The Sorrowful Shore
The Sorrowful Shore é um filme mudo norte-americano de 1913 em curta-metragem, do gênero drama, dirigido por D. W. Griffith.

## Elenco
- Harry Carey
- Christy Cabanne
- Olive Carey
- Frank Opperman
- Robert Harron
- William Courtright
- J. Jiquel Lanoe
- Jennie Lee
- Adolph Lestina
- Mae Marsh